# Peter Karlsson (athlétisme)
Pour les articles homonymes, voir Peter Karlsson et Karlsson.
Peter Karlsson (né le 23 novembre 1970) est un athlète suédois, spécialiste du 60 et du 100 m.

## Carrière
Son meilleur temps sur 100 mètres est de 10 s 18, réalisé à Cottbus le 9 juin 1996. Il détient également un record sur 60 mètres de 6 s 58 à Gand du 7 février 1996, ainsi que le record de Suède du relais 4 × 100 m (38 s 63 à Atlanta le 2 août 1996, 3s2, Peter Karlsson, Torbjörn Mårtensson, Lars Hedner, Patrik Strenius).

### Palmarès
| Date | Compétition                    | Lieu      | Résultat | Épreuve   | Performance |
| ---- | ------------------------------ | --------- | -------- | --------- | ----------- |
| 1994 | Championnats d'Europe          | Helsinki  | 4e       | 4 × 100 m | 39 s 05     |
| 1995 | Championnats du monde          | Göteborg  | DSQ      | 4 × 100 m | —           |
| 1996 | Championnats d'Europe en salle | Stockholm | 3e       | 60 m      | 6 s 64      |
| 1996 | Jeux olympiques                | Atlanta   | 5e       | 4 × 100 m | 38 s 67     |
| 1998 | Championnats d'Europe          | Budapest  | 6e       | 4 × 100 m | 39 s 32     |